# Pout (Sénégal)
Pour les articles homonymes, voir Pout (homonymie).
Pout (parfois orthographié "Put") est une localité relevant de la région de Thiès, distante de 54 kilomètres à l'est de Dakar, au Sénégal. Cette agglomération est classée comme commune rurale et elle est renommée pour son activité dynamique dans le domaine de la production et du commerce de produits agricoles, notamment les fruits et les légumes.

## Histoire
À l'origine, cette localité était habitée par les Sérères qui s'y sont établis avant la période coloniale. Le terme "Pout" trouve son origine dans la langue des Sérères, signifiant sommet ou cime. De 1976 à 1990, Pout était le siège de la Communauté rurale qui portait son nom, avant d'être élevée au rang de commune à part entière. À partir de 1975, le début de son processus d'industrialisation, marqué par l'implantation de la SISCOMA, suivie plus tard par celle de la SIGELEC, a entraîné un développement significatif de la ville. Cela s'est manifesté par la construction de zones d'habitation planifiées et l'amélioration des quartiers informels.

## Administration
Pout est une localité située au sein du département de Thiès, une subdivision administrative de la région de Thiès. 
La commune de Pout s'étend sur 990 hectares, s'alignant sur une bande de 3 000 mètres allant de la SISMAR à la SIGELEC. Elle est subdivisée en 11 quartiers distincts. Le conseil municipal est constitué de 46 membres élus localement, parmi lesquels figurent 8 femmes. Le secrétaire municipal assume la coordination des activités administratives et techniques au sein de la commune.

## Géographie

### Physique géologique
Les terrains dans la région de Pout sont classés comme étant de type Deck-dior, caractérisés par leur composition argilo-sableuse. Leur capacité significative de rétention d'eau en fait des sols très favorables à l'agriculture. Cette particularité explique la vocation agricole de la commune de Pout, qui se distingue notamment par sa production de fruits et de légumes. Les cultures d'arbres fruitiers et de légumes s'épanouissent particulièrement bien sur ce type de sol.
Par ailleurs, la région bénéficie d'un sous-sol relativement riche, composé principalement de marne, de calcaire et d'attapulgite à l'est et au nord, tandis que le sud-ouest est caractérisé par des sols de latérite, avec une couche superficielle généralement argileuse et du sable provenant des eaux de ruissellement des dunes. Sur le plan topographique, Pout est encaissée dans une cuvette, ce qui favorise à la fois l'agriculture grâce aux eaux de ruissellement, mais expose également la région aux risques d'inondation.
Le climat, typique de la région, est caractérisé par une alternance entre la saison des pluies et la saison sèche. De mai à octobre, correspondant à la saison des pluies ou hivernage, les températures sont élevées, variant entre 25 °C et 40 °C, tandis que de novembre à avril, la saison est plus fraîche, avec des températures oscillant entre 18 °C et 25 °C. La saison des pluies s'étend de mi-mai à mi-septembre, avec une pluviométrie généralement faible et variable depuis les premières périodes de sécheresse observées à partir de 1973.
Pout est entourée de deux forêts classées : une forêt de 11 000 hectares appartenant à la région de Thiès et une autre de 8 000 hectares, dont 4 000 hectares se trouvent sur le territoire communal. Ces forêts, communément appelées Allu Kagne par les habitants, se situent à environ 1 km de la ville. Une pépinière forestière gérée par les services des eaux et forêts est établie à Pout pour répondre aux besoins en matière de production de plantes forestières et fruitières de la commune et de la région de Thiès.
La commune de Pout est limitrophe au nord du lac Tamna, situé à 10 km de la ville, et du lac Mbawane, situé à 20 km. Cependant, ces lacs, autrefois alimentés par le lac de la région, se sont asséchés en raison de la construction de digues sur plusieurs niveaux du parcours des eaux, dans le but de faciliter les aménagements urbains.

### Population
Lors des recensements effectués en 1988 et en 2002, la population de la commune était de 10 763 et 16 785 habitants respectivement. Actuellement, la population de Pout s'élève à 29 600 habitants.

### Activités économiques
C'est une zone maraîchère et fruitière où l'on produit notamment des mangues, des mandarines et des oranges.
- Sismar, usine de Pout sur la route nationale. Produits matériels et équipements agricoles/ structures portantes en aciers.
- Sigelec, route nationale, unité de Pout, production de piles salines
- Dangote pour la production de ciment.
- SEEMAP pour l'agropastoral et l'hydraulique.
- Miname Exports pour l'exportation de fruits et légumes.